# Oleg Bondarjov
Oleg Bondarjov (russisk: Олег Александрович Бондарёв) (født 11. februar 1939 i Moskva i Sovjetunionen, død 23. juni 2003 i Moskva i Rusland) var en sovjetisk filminstruktør, skuespiller og manuskriptforfatter.

## Filmografi
- Matjekha (Мачеха, 1973)[1][2]